# Van valami…
Van valami… (węg. Jest coś…) – czwarty studyjny album węgierskiego zespołu Ámokfutók, wydany przez Warner-Magneoton w 1997 roku. Album został wydany na MC i CD. Album przez 69 tygodni utrzymywał się na węgierskiej Top 40 album- és válogatáslemez-lista, najlepiej plasując się na czwartym miejscu.

## Lista utworów
1. "Van valami…" (3:52)
2. "Meghalok 1 csókodért!" (4:08)
3. "Intro" (1:25)
4. "Voodoo Dance" (3:30)
5. "Álmodj még!" (4:41)
6. "Hiányzol…" (4:35)
7. "Yo! Szellem!" (4:28)
8. "Csak a csillagok…" (4:23)
9. "Mona Lisa" (3:58)
10. "Bújj mellém!" (4:04)
11. "Meghalok 1 csókodért! (Karaokee)" (4:08)
12. "Voodoo Dance (Original E. Forest Mix)" (4:28)